# Koszyce

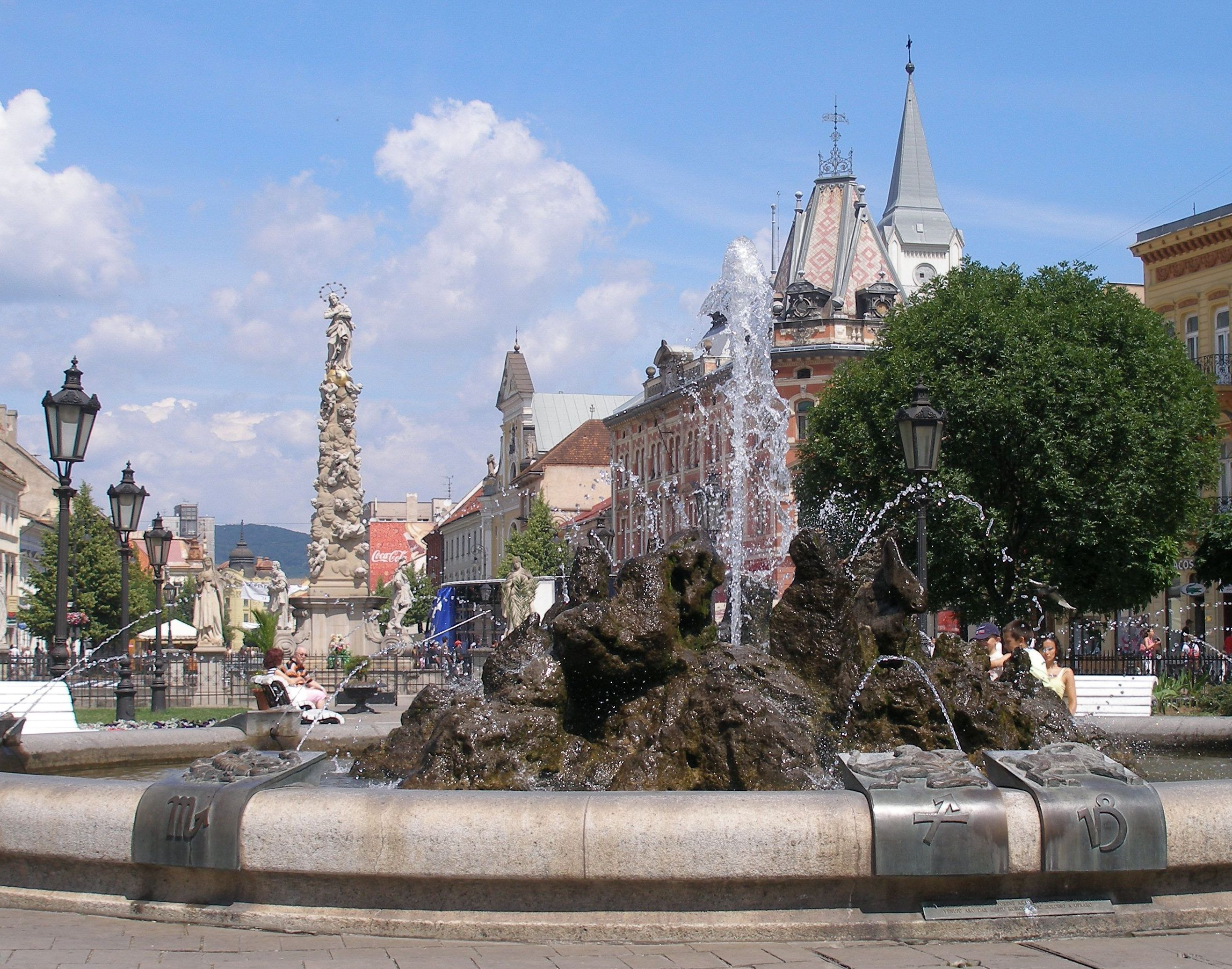
Centrum miasta

Koszyce (słow.  i cz. Košice, węg. Kassa, niem. Kaschau, romski Kasza, łac. Cassovia) – drugie co do wielkości miasto Słowacji pod względem liczby ludności (niemal 240 tys. mieszkańców pod koniec 2019 roku), trzecie – po Bratysławie i Wysokich Tatrach (Vysoké Tatry) – pod względem powierzchni (243,7 km²) oraz największe miasto wschodniej Słowacji. Koszyce to siedziba władz kraju koszyckiego (Košický kraj) i powiatu Koszyce-okolice (Košice-okolie), a także centralny ośrodek metropolitalny aglomeracji koszycko-preszowskiej (Košicko-prešovská aglomerácia). Stanowią one również centrum kulturowe, edukacyjne, rekreacyjno-turystyczne, gospodarcze. Położone są w historycznym regionie Abov (20 km od granicy z Węgrami, po 90 km od granicy z Ukrainą i z Polską).
W 2009 r. miasto zostało wyróżnione – wraz z francuską Marsylią – tytułem Europejskiej Stolicy Kultury na rok 2013.

## Geografia Koszyc
Koszyce leżą w Kotlinie Koszyckiej (Košická kotlina) nad rzeką Hornad. Od strony wschodniej miasto ograniczają Góry Tokajsko-Slańskie (Slanské vrchy), a od strony zachodniej – Góry Wołowskie. Współrzędne geograficzne – 48°43′58″N, 21°15′41″E.
Od 1996 roku dzielnice Koszyc istnieją na prawach miejskich (podobnie jak dzielnice w Bratysławie), toteż terytorium Koszyc podzielone jest na 4 powiaty, tzw. powiaty miejskie i 22 dzielnice (mestská časť)
- powiat Koszyce I – dzielnice: Džungľa, Kavečany, Sever, Sídlisko Ťahanovce, Staré Mesto, Ťahanovce,
- powiat Koszyce II – dzielnice: Lorinčík, Luník IX, Myslava, Pereš, Poľov, Sídlisko KVP, Šaca, Západ,
- powiat Koszyce III – dzielnice: Sídlisko Dargovských hrdinov, Košická Nová Ves,
- powiat Koszyce IV – dzielnice: Barca, Juh, Krásna, Nad jazerom, Šebastovce, Vyšné Opátske.

### Klimat i pogoda
Klimat Koszyc jest kontynentalny, ze średnimi temperaturami −3 °C w styczniu i 19 °C w lipcu. Średnia roczna temperatura waha się od około 8,4 °C do ok. 8,7 °C. Średnia roczna wielkość opadów wynosi około 600–650 mm.
| Koszyce-lotnisko! 2001 | 2002                | 2003                |                     |
| Miesiąc                | Średnia temperatura | Średnia temperatura | Średnia temperatura |
| ---------------------- | ------------------- | ------------------- | ------------------- |
| Styczeń                | −0,2 °C             | −2,2 °C             | −3,8 °C             |
| Luty                   | 1,1 °C              | 2,8 °C              | −3,2 °C             |
| Marzec                 | 5,5 °C              | 5,8 °C              | 3,3 °C              |
| Kwiecień               | 10,0 °C             | 10,5 °C             | 9,4 °C              |
| Maj                    | 16,4 °C             | 17,9 °C             | 18,3 °C             |
| Czerwiec               | 17,1 °C             | 19,4 °C             | 20,6 °C             |
| Lipiec                 | 20,5 °C             | 22,2 °C             | 21,3 °C             |
| Sierpień               | 20,8 °C             | 20,4 °C             | 21,6 °C             |
| Wrzesień               | 13,3 °C             | 14,2 °C             | 14,7 °C             |
| Październik            | 11,6 °C             | 7,8 °C              | 6,8 °C              |
| Listopad               | 2,0 °C              | 5,3 °C              | 5,8 °C              |
| Grudzień               | −4,9 °C             | −3,3 °C             | −0,8 °C             |

- Absolutne maksimum: 38,5 °C (20 lipca 2007)
- Absolutne minimum: −30,5 °C (16 lutego 1940)

## Znaczenie miasta
W Koszycach mieści się Trybunał Konstytucyjny Słowacji, siedziba diecezji rzymskokatolickiej (od 1995 archidiecezji) i greckokatolickiej oraz biskupstwa ewangelickiego. Są miastem uniwersyteckim – działają tu uczelnie takie jak: Uniwersytet P.J. Šafárika (Univerzita Pavla Jozefa Šafárika v Košiciach), politechnika (Technická univerzita), akademia weterynaryjna (Univerzita veterninárskeho lekárstva) i konserwatorium oraz wydziały bratysławskiego Uniwersytetu Ekonomicznego (Ekonomická univerzita v Bratislave), nitrzańskiego Uniwersytetu Rolniczego (Slovenská poľnohospodárska univerzita v Nitre) i rużomberskiego Uniwersytetu Katolickiego (Katolická univerzita v Ružomberku). Istnieje również 18 szkół średnich, w tym jedna z węgierskim językiem wykładowym. W mieście działa sześć teatrów (w tym węgierski, romski i filharmonia), osiem kin, cztery muzea (lotnictwa, techniki, wschodniej Słowacji i rzeźby Vojtecha Löfflera), dwie galerie sztuki i trzy biblioteki (w tym biblioteka naukowa z 3,3 mln woluminów). W mieście działa ogród zoologiczny, ogród botaniczny i planetarium. Drużyna hokejowa z Koszyc jest dwukrotnym mistrzem Czechosłowacji i trzykrotnym mistrzem Słowacji.
Z Koszycami byli związani między innymi Jan Jiskra – kapitan miasta w czasach wojen husyckich oraz Rudolf Schuster – prezydent Słowacji w latach 1999–2004, a wcześniej wielokrotny burmistrz miasta.

## Historia

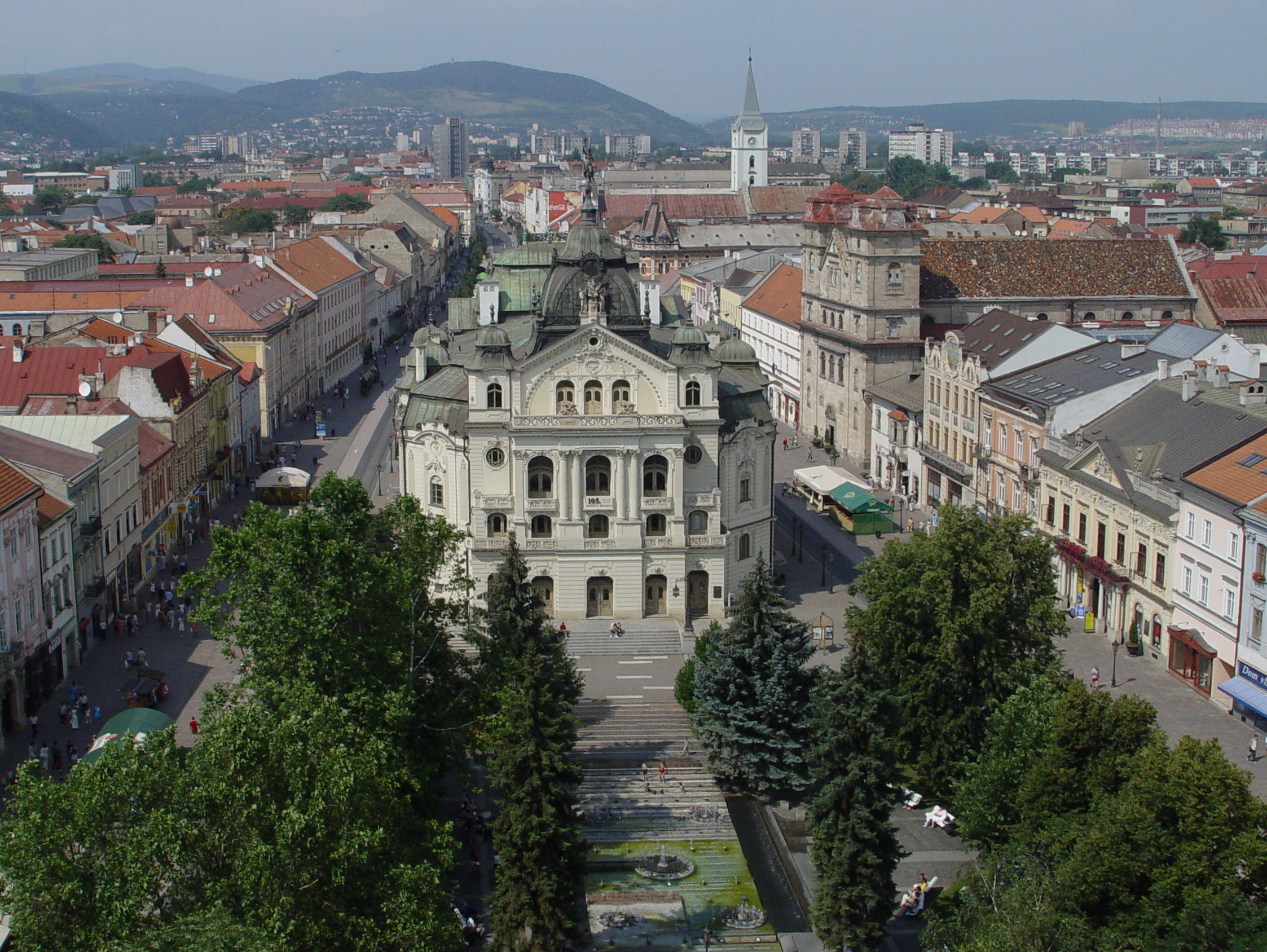
Widok na miasto z wieży katedry św. Elżbiety

Okolice miasta były zasiedlone już w paleolicie. W VII wieku były tu osiedla Awarów. Osadnictwo słowiańskie datuje się od VIII wieku. W IX wieku tereny dzisiejszych Koszyc należały do Księstwa Nitrzańskiego. Pod koniec XI wieku zostały włączone do Królestwa Węgier. W 1143 poświęcono klasztor benedyktynów w Krásnej nad Hornádom (dzisiejszej dzielnicy Koszyc).
Pierwsza pisemna wzmianka o Koszycach pochodzi z 1230. W połowie XIII wieku, na fali rekolonizacji po najazdach mongolskich, obok Słowian w Koszycach osiedlili się osadnicy sascy. Jako jedna z pierwszych na Węgrzech osada koszycka otrzymała prawa miejskie przywilejem z 13 kwietnia 1249. Około 1270 r. zaczęto wznosić miejskie mury obronne. W początkach XIV wieku miasto zasłużyło się w węgierskiej wojnie sukcesyjnej, wspierając późniejszego króla Karola Roberta Andegaweńskiego przeciwko magnatom Amadejowi Abie i Mateuszowi Czakowi. Przez XIV wiek Koszyce stopniowo gromadziły przywileje – zwolnienia od podatków, prawa mennicze, prawo miecza. 28 lipca 1347 r. Koszyce zostały podniesione przez Ludwika Wielkiego do rangi wolnego miasta królewskiego i jako pierwsze miasto w Europie otrzymały herb. Rozwój miasta postępował szybko – zwłaszcza dzięki położeniu na skrzyżowaniu szlaków handlowych – i Koszyce szybko stały się największym po Bratysławie ośrodkiem handlowym, rzemieślniczym i kulturalnym Górnych Węgier. Okresem największego rozkwitu miasta był XV wiek, gdy przewodziło wschodniosłowackiemu związkowi miast – Pentapolitanie. Nie przeszkodziła temu nawet kilkudziesięcioletnia okupacja miasta przez husytów pod wodzą Jana Jiskry. Pod koniec XV wieku Koszyce były uważane za drugie co do znaczenia miasto Węgier, zaraz po stołecznej Budzie.
17 września 1374 roku Ludwik, król węgierski (Ludwik Wielki) i polski (Ludwik Węgierski), w zamian za uznanie przez polską szlachtę praw do korony polskiej dla swoich dzieci nadał jej w Koszycach szereg przywilejów, zwanych później łącznie „Przywilejem koszyckim”.
W maju 1419 roku, podczas zjazdu Władysława Jagiełły z Zygmuntem Luksemburskim, za kolejną zdradę ukorzył się tutaj przed polskim królem jego najmłodszy brat, książę Świdrygiełło.
Po zakończeniu węgierskiej wojny domowej z lat 1526–1538, toczonej między zwolennikami Jana Zápolyi a Ferdynanda Habsburga, Koszyce wraz z całą wschodnią Słowacją znalazły się początkowo pod władzą książąt siedmiogrodzkich, a następnie – Habsburgów. Od czasu katastrofalnego pożaru w 1556 r. rozwój miasta został zahamowany, a następnie zaczął się okres upadku, wywołanego ciągłymi walkami z Turkami i wojnami religijnymi. W trakcie tych ostatnich, po zdobyciu Koszyc przez protestanckie wojska Jerzego I Rakoczego, 7 września 1619 r. zginęło trzech męczenników koszyckich. Pod koniec XVI wieku w mieście było 10 tys. mieszkańców, w 1771 – tylko 5,1 tys. W XVI, XVII i XVIII wieku Koszyce były ośrodkiem węgierskiego oporu przeciwko władzy Habsburgów, a jednocześnie siedzibą różnych organów władz cesarstwa. Od 1583 w mieście rezydował uchodzący z Egeru pod naporem tureckim tamtejszy biskup. Od połowy XVII wieku Koszyce były siedzibą władz komitatu Abaúj. Od 1657 r. w Koszycach istniał uniwersytet.
Kryzys ustał pod koniec XVIII wieku, gdy ustały powstania antyhabsburskie i niepokoje religijne. W 1790 Koszyce znów miały około 10 tys. mieszkańców. Pochody wojsk w czasach wojen napoleońskich i powstania węgierskiego 1848–1849 nie przyprawiły miasta o zniszczenia. W XIX wieku zaczął się w Koszycach rozwijać przemysł, przy czym od połowy XIX wieku rozwój ten uległ znacznemu przyspieszeniu. W latach 1860 i 1870 połączono miasto liniami kolejowymi kolejno z Budapesztem i z Morawami (Kolej Koszycko-Bogumińska). Nastąpiła jednocześnie intensywna madziaryzacja Koszyc, które w 1882 r. stały się stolicą nowego komitatu Abaúj-Torna. W 1910 miasto liczyło 44,2 tys. mieszkańców, z czego 33,4 tys. Węgrów, 6,5 tys. Słowaków, 3,2 tys. Niemców, 0,5 tys. Polaków, 0,2 tys. Czechów i 0,2 tys. Rusinów.
I wojna światowa nie dotknęła miasta. 29 grudnia 1918 Koszyce, mimo że zamieszkane wówczas w większości przez Węgrów, zostały zajęte przez armię czechosłowacką i włączone do nowo powstałej Czechosłowacji. W 1919 Koszyce stały się jednym z głównych ośrodków Słowackiej Republiki Rad, a w okresie od maja do lipca 1920 były okupowane przez Węgierską Armię Czerwoną. W okresie międzywojennym odsetek ludności węgierskiej spadł z 75% do około 15%, a ludność miasta wzrosła do około 70 tys. osób. W wyniku tzw. pierwszego arbitrażu wiedeńskiego z 2 listopada 1938 r. miasto wraz z całym pasem terenów południowej Słowacji zostało anektowane przez Węgry. 21 lutego 1945 Koszyce zostały zajęte przez Armię Czerwoną i do 21 kwietnia 1945 były siedzibą rządu odrodzonej Czechosłowacji. W Koszycach ogłoszono program tego rządu – tzw. program koszycki z 5 kwietnia 1945.
Po II wojnie światowej Koszyce przeszły okres intensywnej industrializacji. W mieście powstały huty, fabryki maszyn i materiałów budowlanych, zakłady chemiczne, odzieżowe i spożywcze. M.in. w latach 1960–1965 na południe od miasta wybudowano wielkie zakłady hutnicze (słow. Východoslovenské železiarne, od roku 2000 U. S. Steel Košice), połączone szerokotorową linią kolejową ze Związkiem Radzieckim.

## Demografia
Według oficjalnego spisu ludności z 2001 r. miasto liczyło 236,1 tys. mieszkańców, z czego 210,3 tys. Słowaków, 8,9 tys. Węgrów, 5,1 tys. Cyganów, 2,8 tys. Czechów, 1,3 tys. Rusinów, 1,1 tys. Ukraińców i 0,4 tys. Niemców. Obecnie miasto składa się z zabytkowego śródmieścia, otoczonego dzielnicami przemysłowymi i sypialnymi. Zamieszkane przez Romów osiedle Luník IX stanowi w ostatnich latach miejsce niepokojów społecznych.

## Ważniejsze zabytki
- 1143 – ruiny opactwa benedyktyńskiego w Krásnej n. Hornádom – z trójnawową romańską bazyliką z dwiema wieżami - zbudowanego w miejscu dawniejszej osady słowiańskiej i romańskiego kościoła z XI wieku, opuszczonego przed 1590
- 1250 (inne źródła: XIV wiek) – kaplica św. Michała
- około 1270–1290, później rozbudowane – miejskie mury obronne (zachowane jedynie dolne fragmenty w tzw. skansenie archeologicznym pod powierzchnią rynku)
- od 1380 – budowana partiami aż do 1508 dzisiejsza katedra św. Elżbiety, najwspanialszy zabytek miasta, największy kościół Słowacji; znajduje się tu krypta Franciszka II Rakoczego
- XIV wiek – Urbanova veža – wolno stojąca dzwonnica katedralna
- 1671–1684 – klasztor jezuitów z kościołem Św. Trójcy, tzw. uniwersytecki
- XVII wiek – więzienie miejskie (Miklušova väznica), obecnie muzeum
- 1899 – eklektyczny Teatr Państwowy na rynku
- 1926–1927 – Synagoga
- 1955 – kolejka dziecięca

## Gospodarka
Koszyce nazywane są „żelaznym lub stalowym sercem” Słowacji, dzięki największej na Słowacji hucie żelaza, która znajduje się na terenie miasta. Ponadto w mieście rozwinął się przemysł maszynowy, materiałów budowlanych, spożywczy, włókienniczy oraz drzewny.

## Transport
Koszyce są węzłem drogowym i kolejowym. Krzyżują się tu drogi krajowe nr 68 (R4/D1, od granicy z Polską przez Preszów i Koszyce do granicy z Węgrami), nr 16 z Koszyc do Zwolenia i nr 19 (R2), z Użhorodu do Koszyc oraz biegnące ich szlakami międzynarodowe E50, E71 i E571. Zbiegają się tu również lokalne drogi 552 z Veľkich Kapušan, 547 ze Spiskiego Podgrodzia i 548 ze Smolníka. Z Koszyc biegną linie kolejowe do Rożniawy, Popradu, Preszowa, Trebišova, Čiernej nad Tisou i na Węgry – do Miszkolca i Szerencs. 6 km na południe od centrum Koszyc leży lotnisko – dawniej wojskowe, obecnie międzynarodowy port lotniczy.

## Galeria

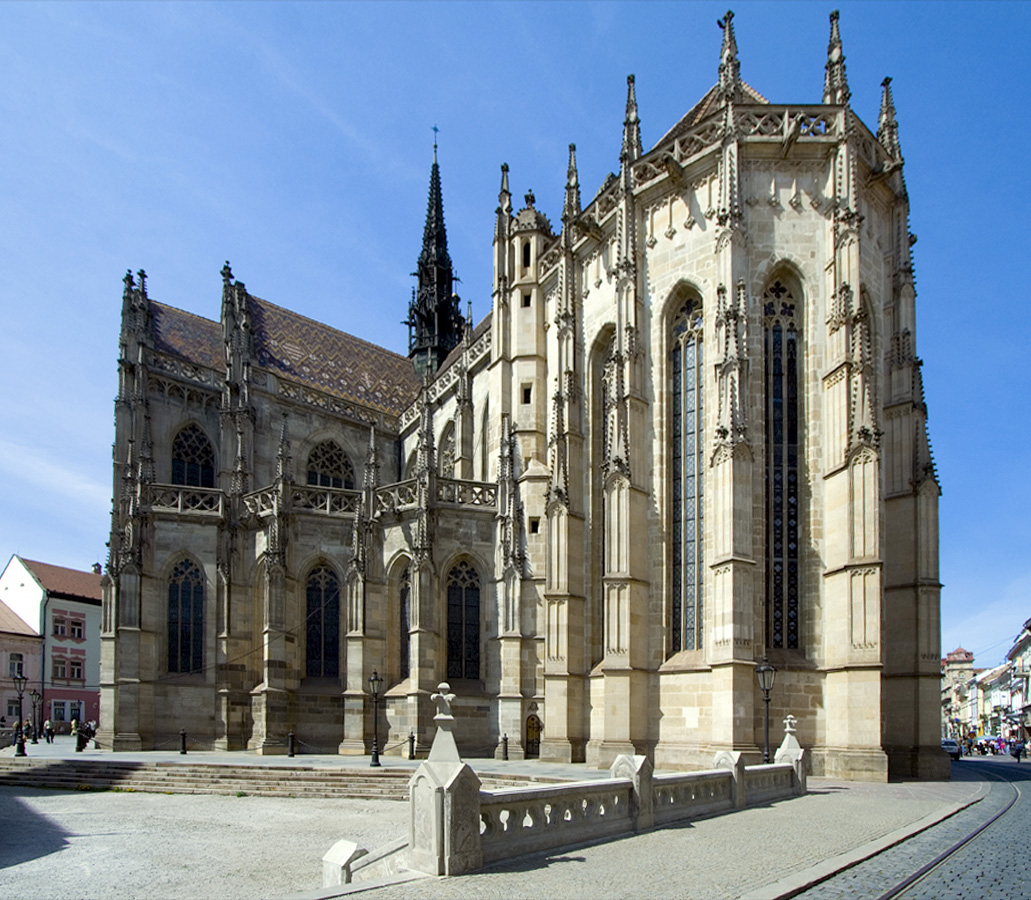
Katedra – gotyckie prezbiterium
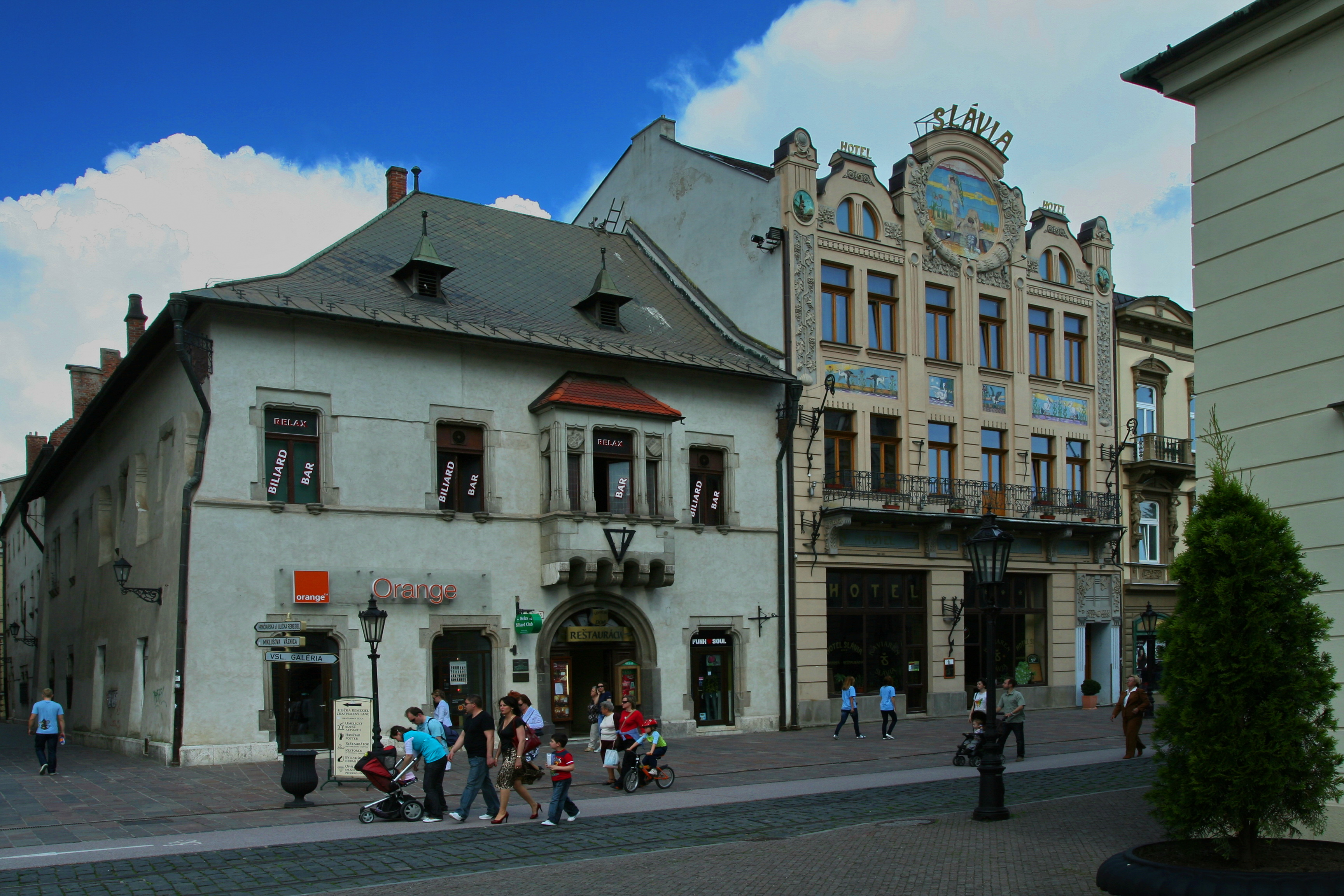
Levočský dom z XV wieku i secesyjna Cafe Slávia
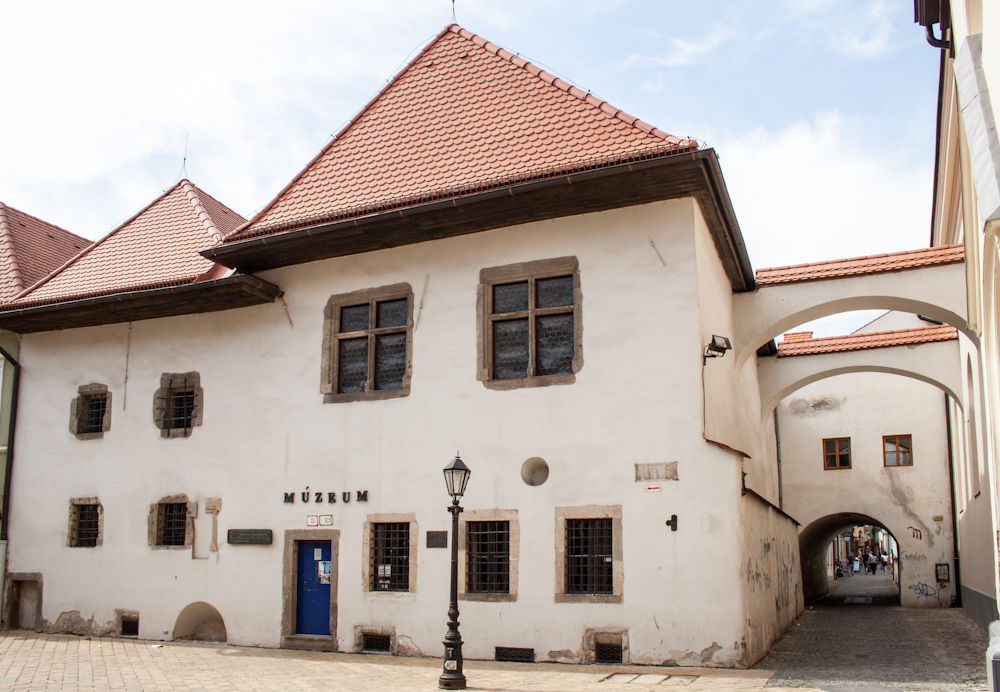
Dwie kamienice gotyckie (Miklušova väznica) – Muzeum
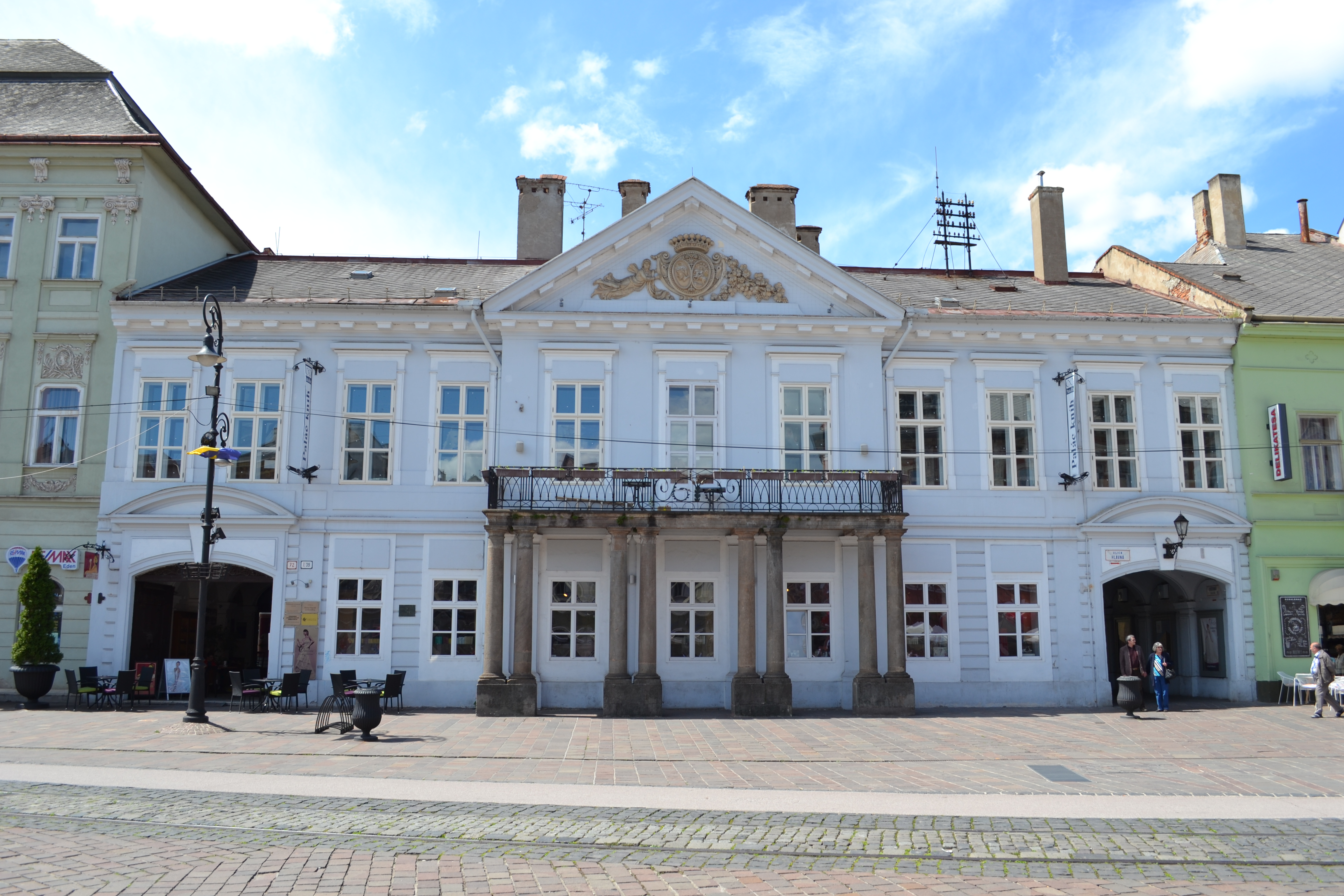
Pałac Csáky-Dezőfiho
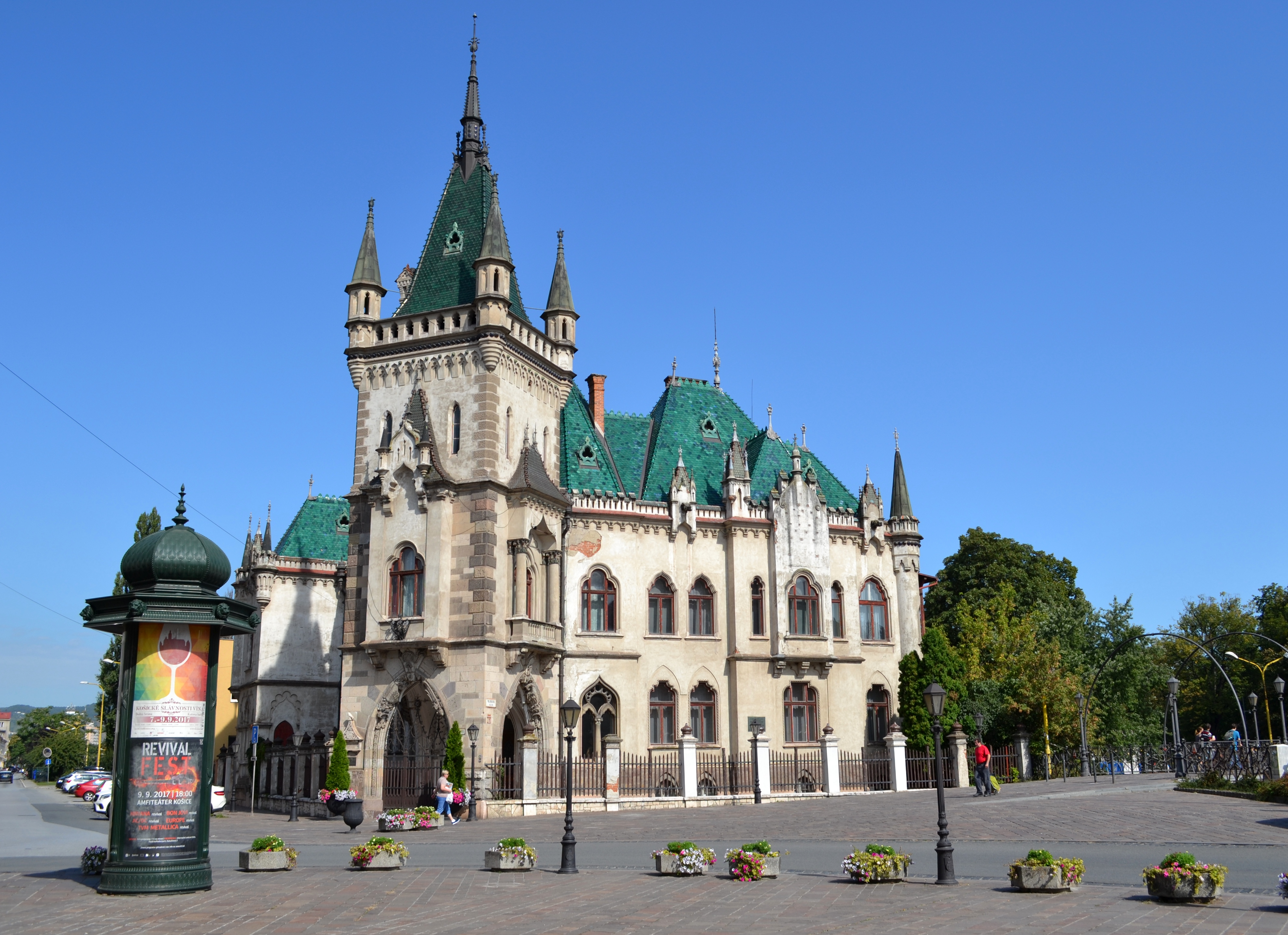
Pałac Jakaba (Jakabov palác) z 1899 r.
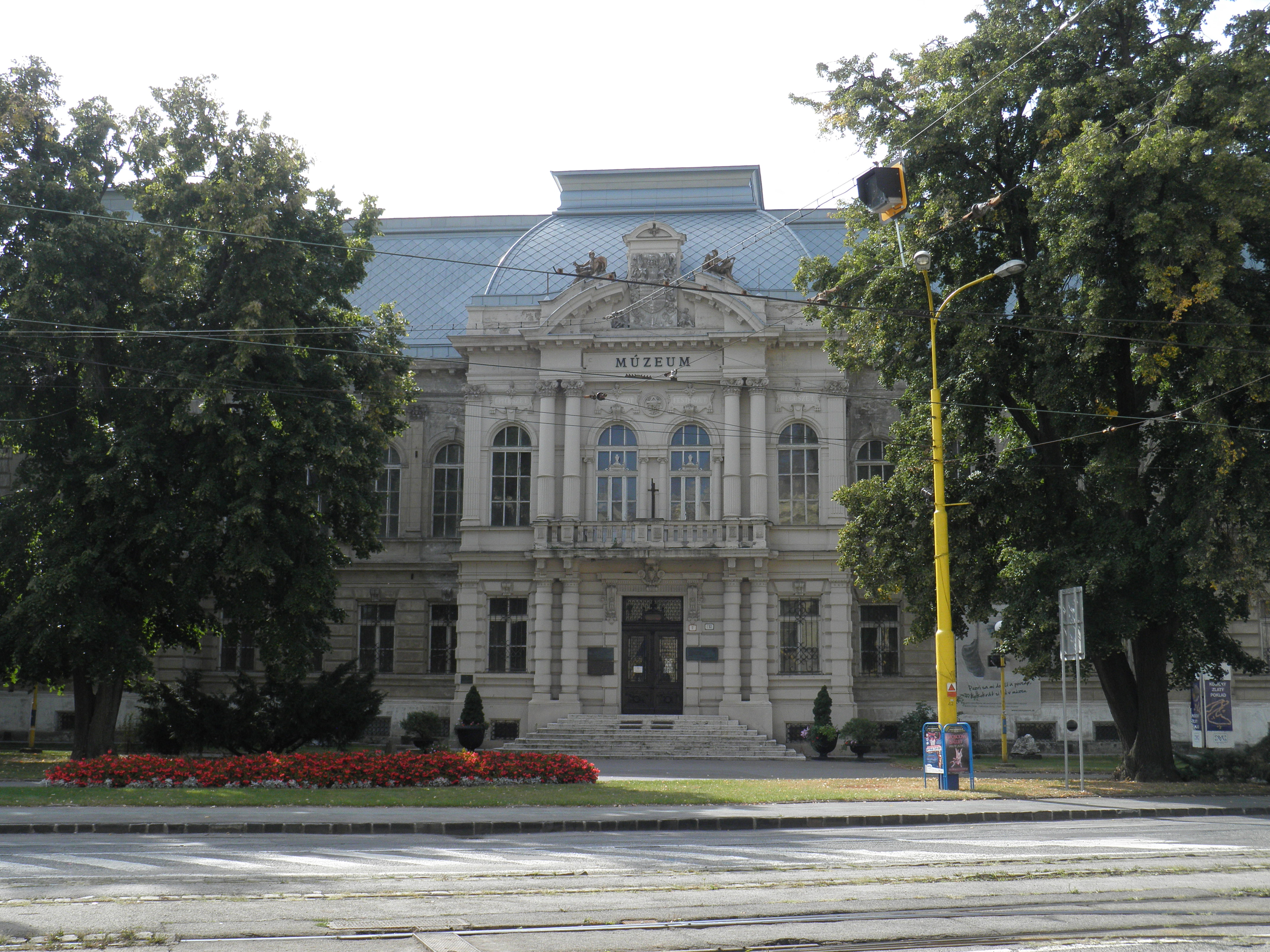
Muzeum Słowacji Wschodniej
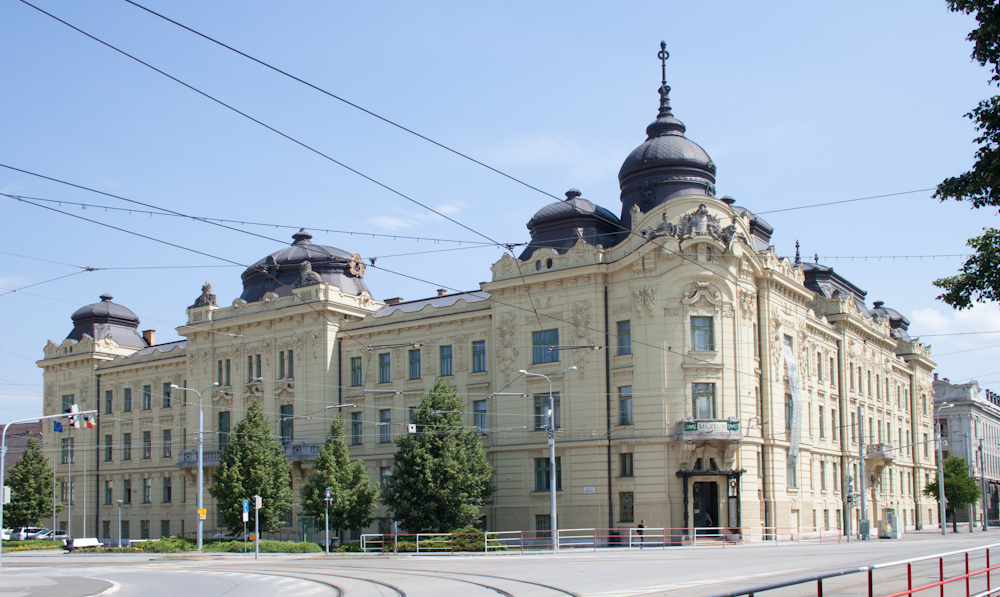
Urząd Wojewódzki
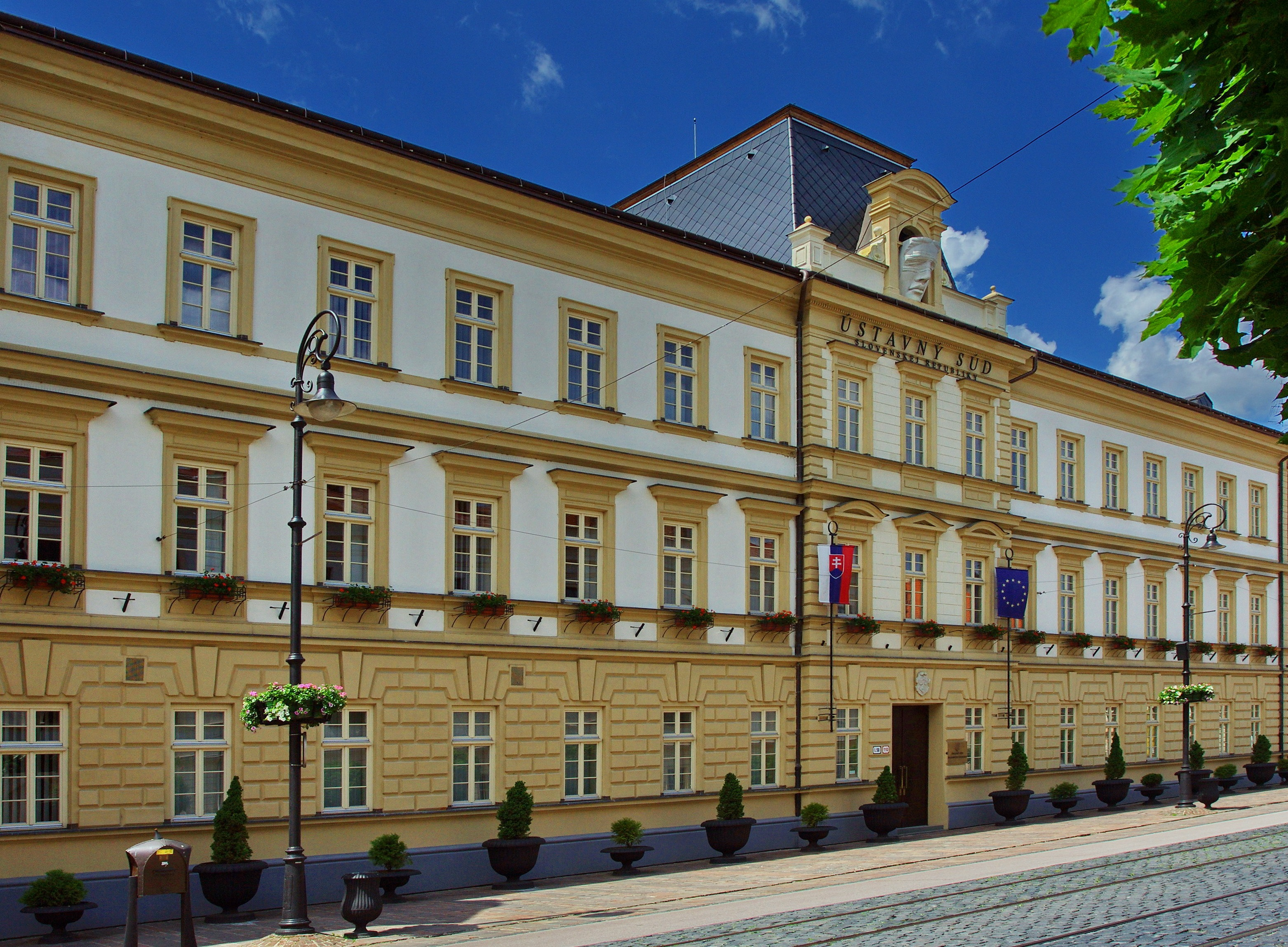
Sąd Konstytucyjny Republiki Słowacji
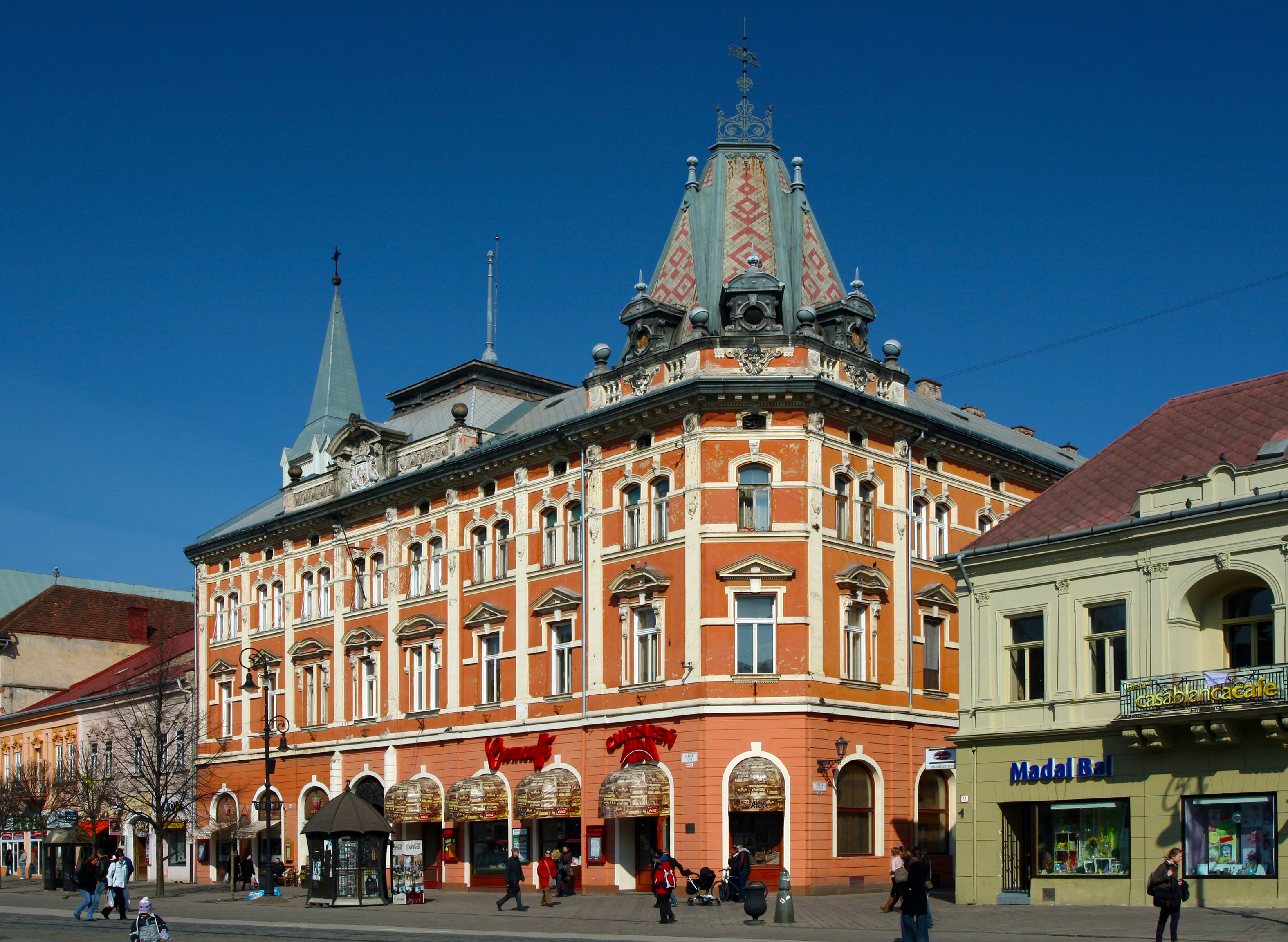
Pałac Andrássyego
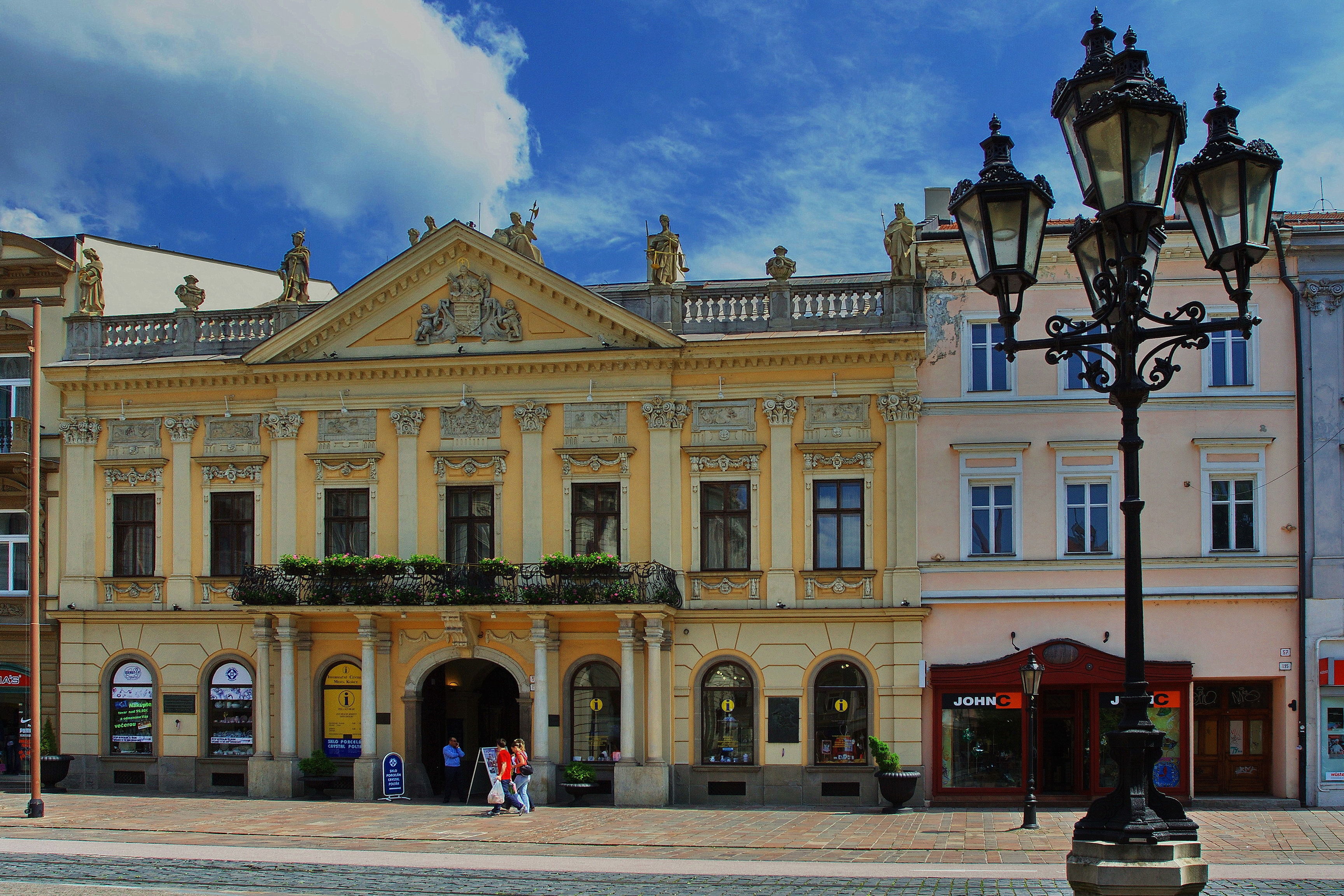
Stary Ratusz
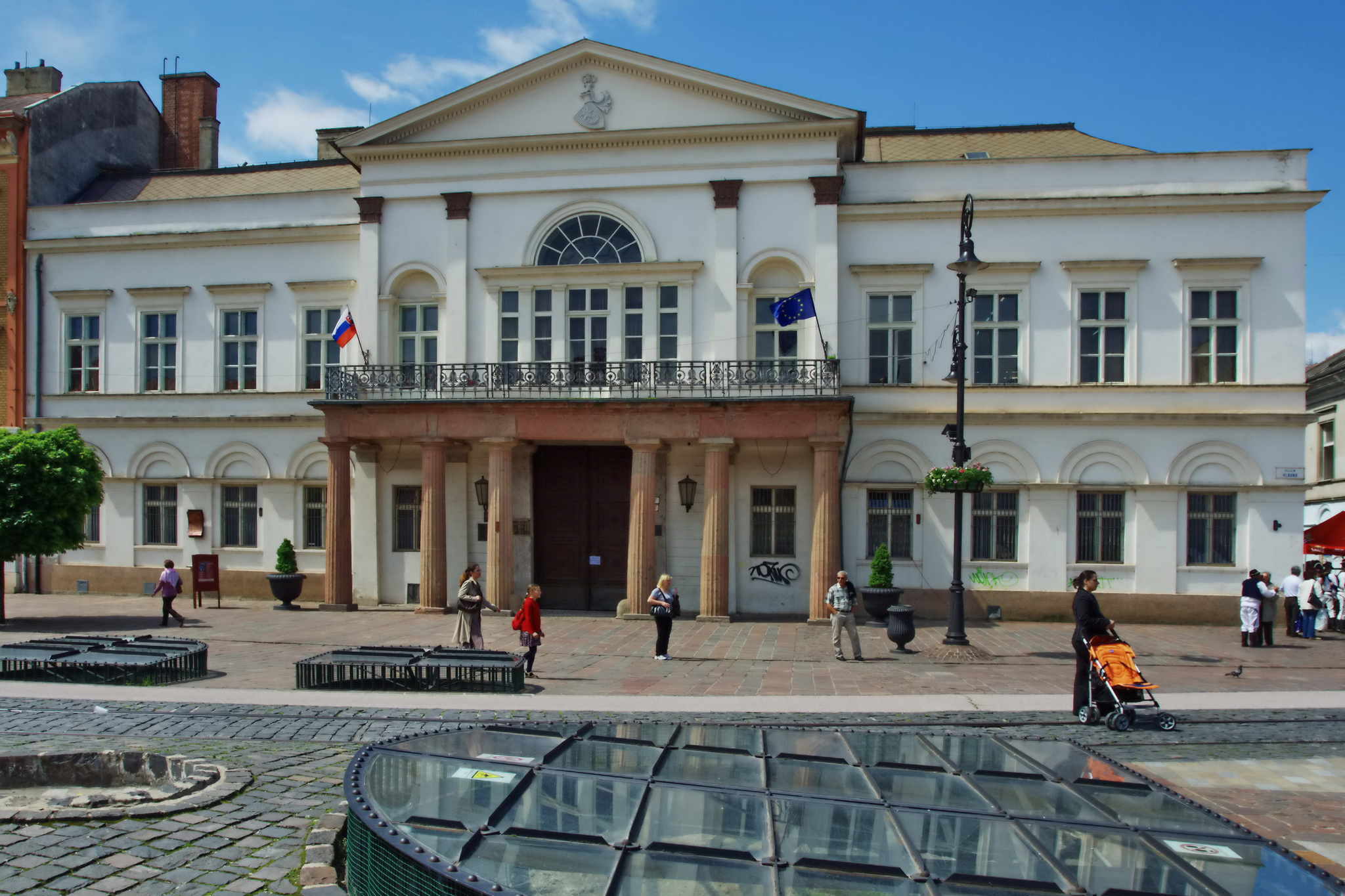
Pałac Forgácsa (Kasyno szlacheckie)
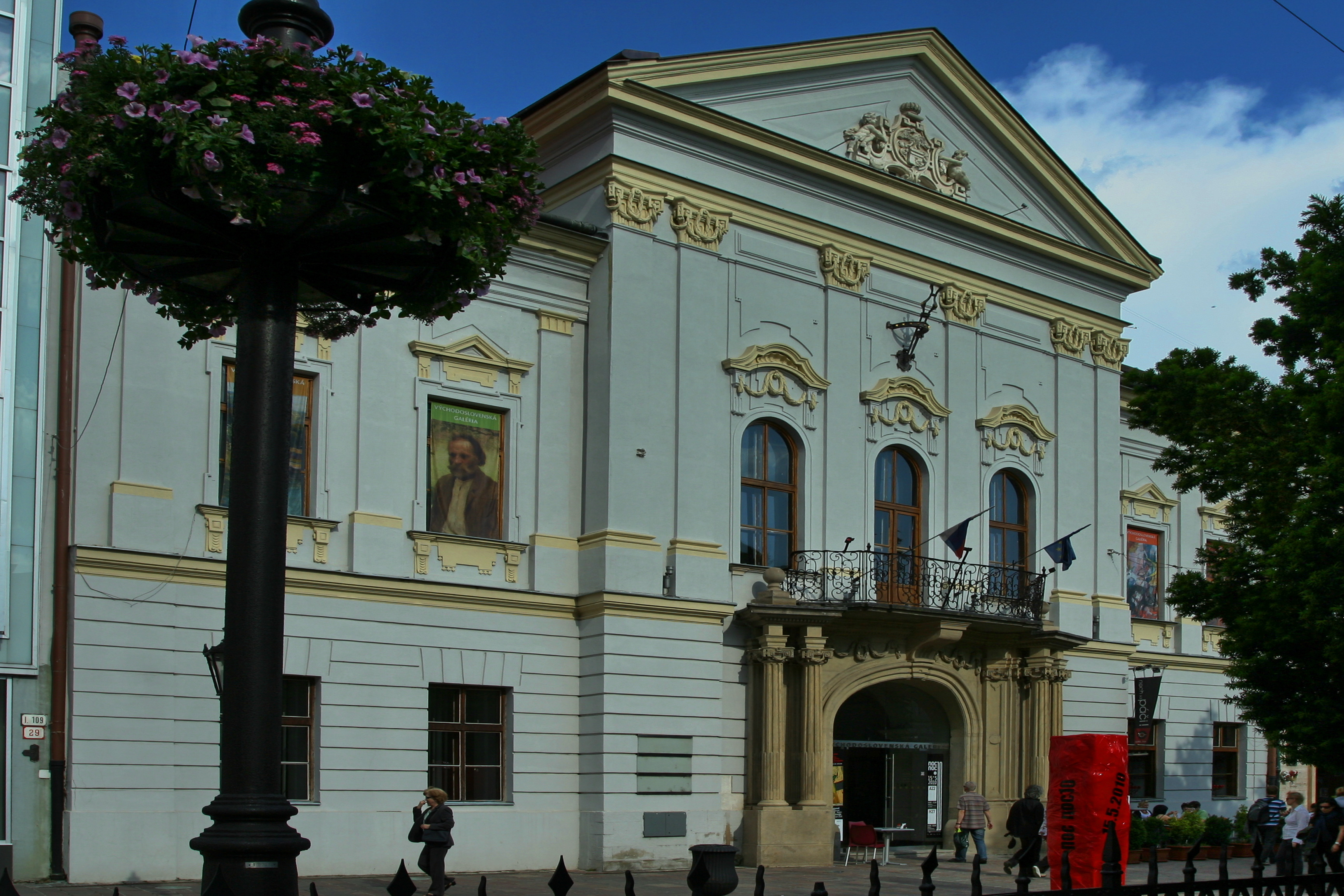
Dom Żupny
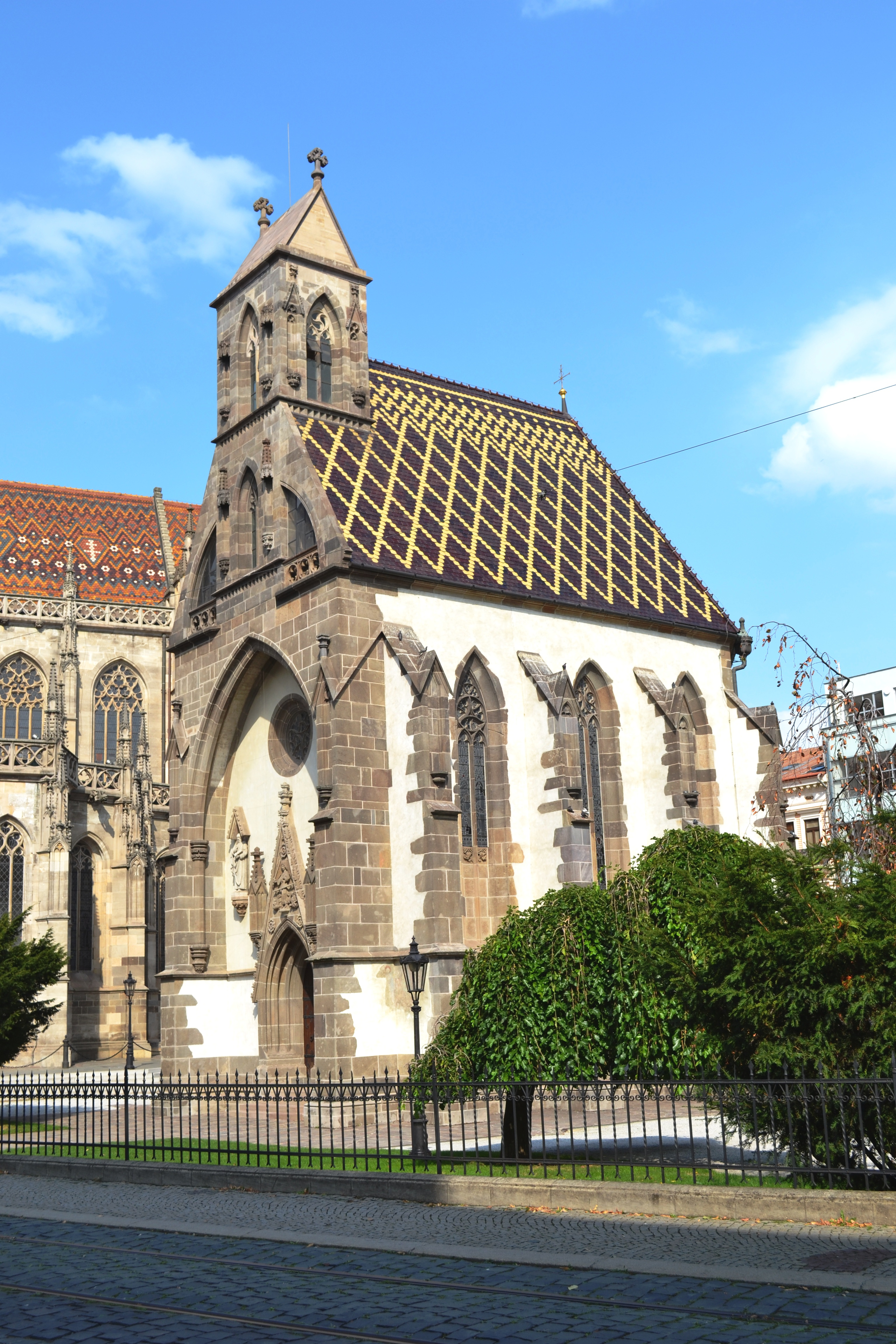
Kaplica św. Michała
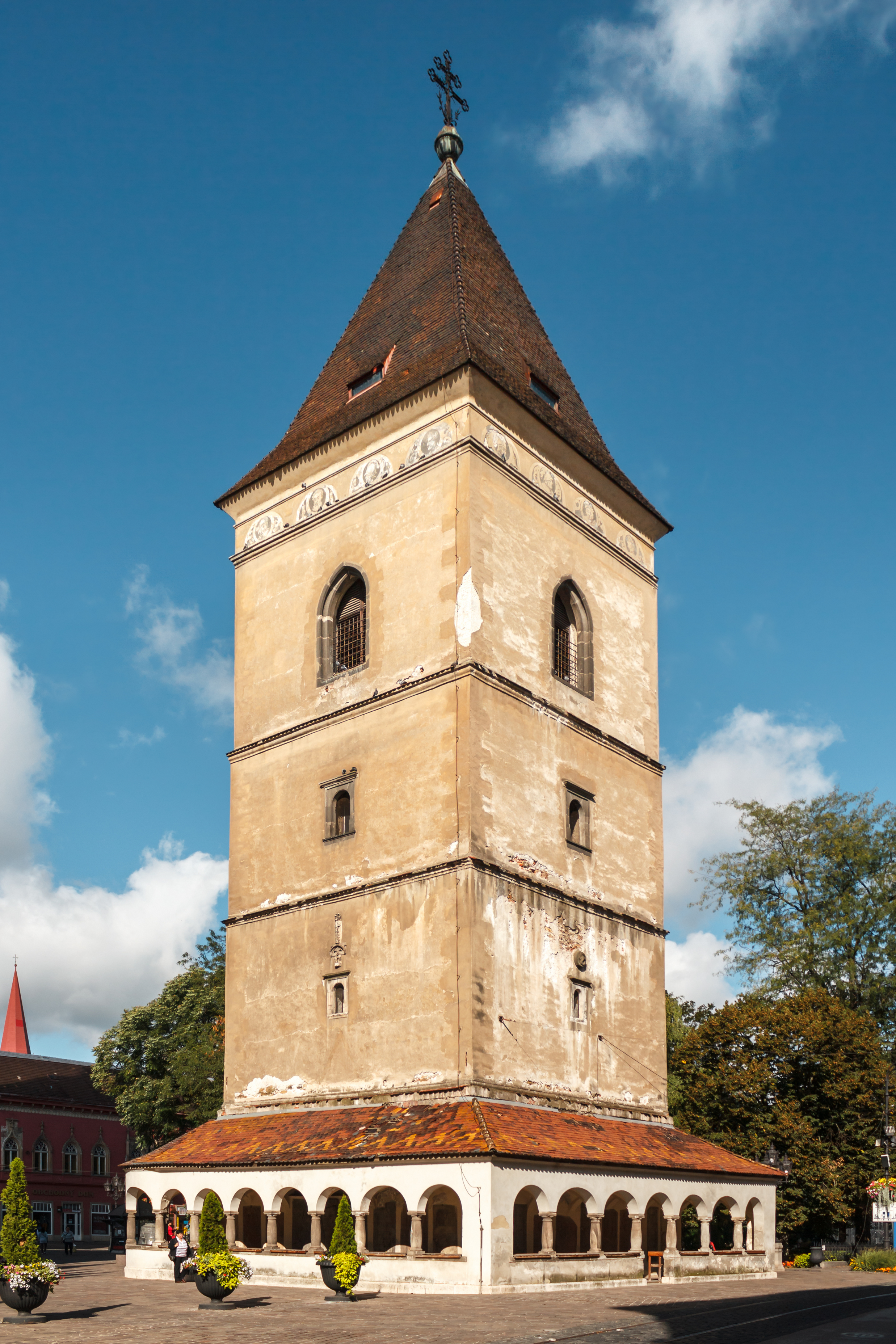
Urbanova veža z XV wieku (dzwonnica katedralna)
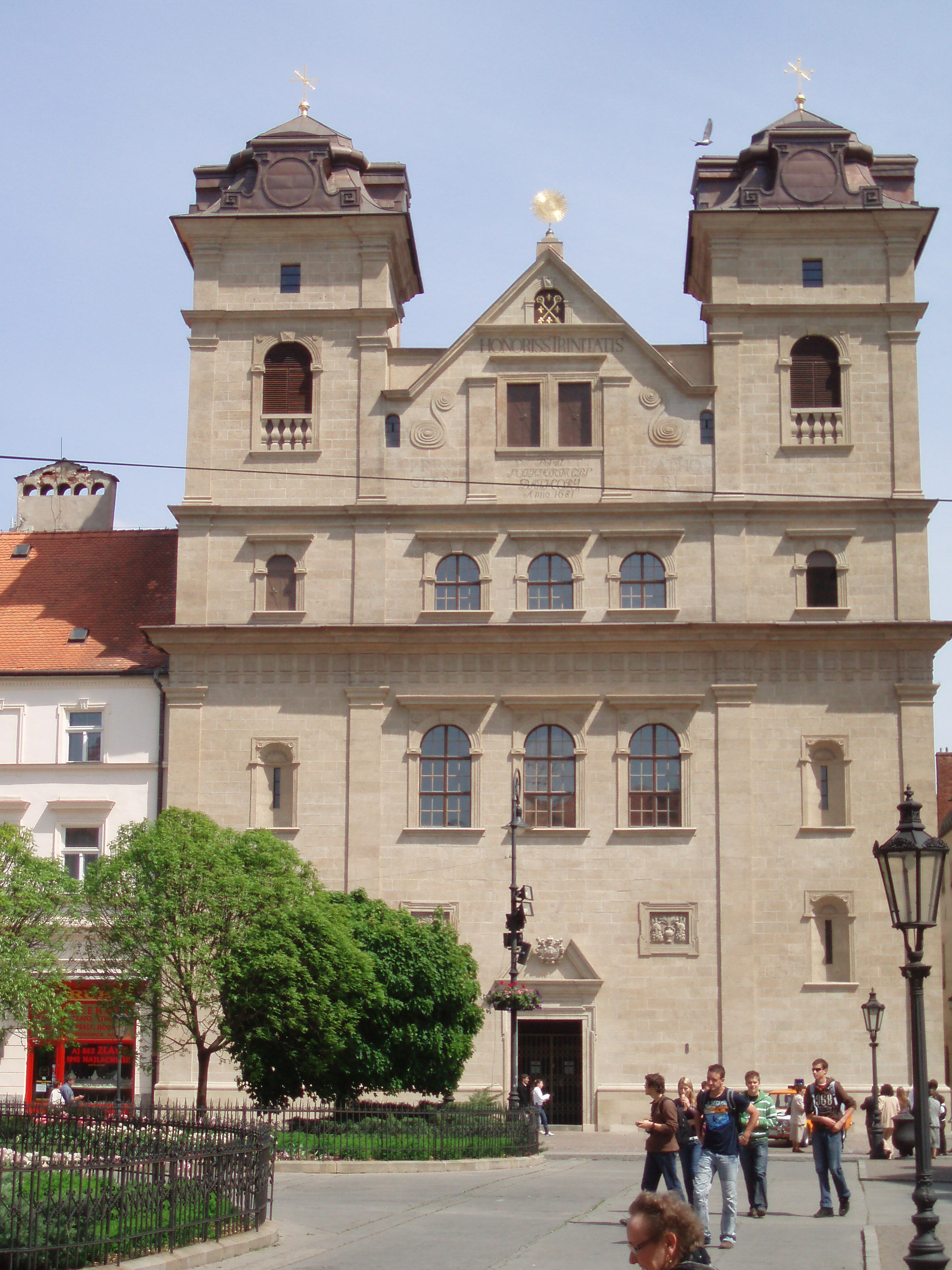
Kościół Jezuitów

## Osoby związane z miejscowością

### Urodzeni w Koszycach
- Jana Čepelová – tenisistka
- Martina Hingis – tenisistka
- Sándor Márai – prozaik, poeta
- Imre Németh – lekkoatleta
- Anna Schmiedlová – tenisistka
- Rudolf Schuster – polityk, dyplomata
- Ferenc Szálasi – wojskowy, polityk
- Lenka Wienerová – tenisistka
- David Dobrik – celebryta internetowy

## Miasta partnerskie
- Krosno, Polska
- Rzeszów, Polska
- Wuppertal, Niemcy
- Werona, Włochy
- Ostrawa, Czechy
- Użhorod, Ukraina
- Raahe, Finlandia
- Mobile, USA
- Sankt Petersburg, Rosja
- Miszkolc, Węgry
- Budapeszt, Węgry
- Bursa, Turcja
- Płowdiw, Bułgaria
- Nisz, Serbia
- Chociebuż, Niemcy
- Katowice, Polska